# Табуж
Табуж (пол. Tabórz) — село в Польщі, у гміні Лукта Острудського повіту Вармінсько-Мазурського воєводства.
Населення — 144 особи (2011).

## Демографія
Демографічна структура станом на 31 березня 2011 року:
|          | Загалом | Допрацездатний вік | Працездатний вік | Постпрацездатний вік |
| -------- | ------- | ------------------ | ---------------- | -------------------- |
| Чоловіки | 68      | 10                 | 48               | 10                   |
| Жінки    | 76      | 14                 | 41               | 21                   |
| Разом    | 144     | 24                 | 89               | 31                   |